# Agència de Palanpur

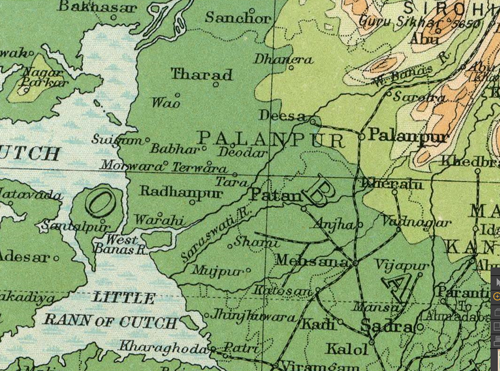
Mapa de l'àrea de Palanpur el 1922

L'agència de Palanpur fou una entitat administrativa de l'Índia Britànica formada per diversos estats tributaris protegits del Gujarat amb una superfície de 16.558 km² limitada al nord per Mewar i Sirohi; a l'est per l'agència de Mahi Kantha; al sud per Baroda i l'agència de Kathiawar; a l'oest pel Rann de Kutch. La capital era Palanpur (ciutat). Hi havia 3 ciutats i 1.188 pobles. Les ciutats principals eren Palanpur, Radhanpur i Deessa (en aquesta darrera hi havia el campament militar britànic). La població era hindú (85%), musulmana (10%) i jainista (5%). Les castes principals eren els bramans, kunbis, rajputs, kolis, rabaris i chamars. Les llengües principals eren el gujarati i l'hindi occidental.
La població de l'agència era:
- 1872: 508.526,
- 1881: 576.478
- 1891: 645.526
- 1901: 467.271

Els estats assenyalats el 1881 eren tretze:
- Palanpur
- Radhanpur
- Thara o Tharad
- Wao o Vav
- Suigaon
- Deodar
- Bhabar o Bhabbar
- Terwara
- Kankrej
- Warai
- Santalpur
- Morwara
- Chadchat

Estaven inclosos en dos divisions, la del nord (els set primers) sota un agent polític, i la del sud (els altres sis) sota un subagent polític. Palanpur, Radhanpur, Warai i Terwara estaven governats per musulmans; Bhabar i Kankrej sota thakurs kolis parcialment d'origen rajput; i la resta sota rajputs. Els dos primers eren estats de primera classe i la resta eren considerats estats menors.
El 1901 els estats eren:
- Primera classe
  - Palanpur (musulmans afganesos), salutació d'11 canonades
  - Radhanpur (musulmans afganesos), salutació d'11 canonades
- Quarta classe:
  - Tharad (vaghela rajputs)
- Cinquena classe
  - Vav (chauhans rajputs)
- No classificades (dins de thanes)
  - Malek Jorawar Khan (musulmà)
  - Thara o Tharad (thakurs) (vaghela rajputs), estat de tercera classe
  - Diodar (Vaghela Khanji)
  - Diodar (Vaghela Chamansingh)
  - Santalpur (Ravaji Lakhaji)
- Thanes:
  - Kankrej (kolis)
  - Diodar o Deodar (amb Tervada i Bhabbar)
  - Varahi o Warahi
  - Vav (incloent-hi Suigam)
  - Santalpur (incloent-hi Chadchat), estat de tercera classe

Els rius principals eren el Banas i el Saraswati (Gujarat). L'agència fou afectada per un fort terratrèmol el 15 de desembre de 1882, i les repliques van durar fins a l'abril del 1883.

## Història
El territori fou part dels dominis de diverses dinasties: Anhilvada (746-1298), els khalji i tughlúquides de Delhi (1297-1403), els sultans d'Ahmadabad o Gujarat (1403-1573), l'Imperi Mogol (1573-1757), els marathes (1757-1818) i els britànics. Aquestos van fer acords amb Palanpur el 1809, amb Radhanpur el 1813 i amb la resta d'estat (excepte els de Kankrej) el 1819 quan es va constituir l'agència. Els sobirans, amenaçats per incursions des de Sind, van demanar ajut als britànics oferint pagar el cost de les operacions de restauració de l'orde. La connexió amb Kankrej data del 1820 quan es va formar l'agència de Mahi Kantha; l'estat de Thara (24 pobles del Kankrej) fou part d'aquesta darrera agència entre el 1812 i el 1844 quan fou traslladada a l'agència de Palanpur degut a la seva proximitat.
L'estat de Palanpur, que dona nom a l'agència, s'hauria anomenat abans Prahladan Patan, d'un cap rajput ponwar que la va conquerir anomenat Prahladan Deo, que l'hauria repoblat el segle XIV amb palansis chauhans. Palanpur i Deessa foren conquerits el 1600 pels afganesos lohanis de la branca anomenada jhaloris; aquesta família va perdre Jhalor el 1699 però va conservar Palanpur fins després de la independència índia.
L'estat de Radhanpur, antic domini dels vagheles, i anomenat per un balutxi de nom Radhan Khan, fou concedit pel governador babi Djafar Khan el 1693 i va romandre sota autoritat dels babis fins després de la independència índia. El títol dels sobirans era nawab.
Tharad, originalment regit per rajputs chauhans, fou conquerit per musulmans al final del segle XII o inicis del XIII i la família regnat fou relegada a Vav que va conservar (1244). Després de passar als jhaloris i als babis de Radhanpur fou retornat per aquestos darrers a una branca dels vaghelas kanjis el 1759, en la persona del cap de Morvada o Morwara (que posseïa aquesta població i rodalia des del 1508), que el va conservar fins després de la independència índia. El 1821 el govern britànic va establir que Tharad no pagaria tribut fins que els ingressos pugessin un 50% quan es pagaria un terç de la recaptació; aquest acord va estar vigent fins al 1825 quan tots els estats foren alliberats de tribut. Thara o Tharad tenia una superfície de 3.270 km² i una població de 16.401 habitants el 1901; el formaven 51 pobles i incloïa Mervada, Morvada o Morwara.
Wao tenia 1.966 km² i era estat de quarta classe; la població el 1901 era de 8.286 persones en 26 pobles. Els sobirans portaven el títol de ranes de Wao (o Vav). Chandrasinhji Umedsinhji fou el 20è rana del 1884 al 1924.
L'estat de Santalpur, jadeja rajput, portava el títol de thakur de Santalpur o també thakur d'Adesar (del nom del territori d'Adesar al proper principat de Cutch, a uns 25 km a l'oest). Els seus dominis estaven fraccionats en nombroses parts. El 1904 fou declarat estat de tercera classe pels pobles de Ghadsai i Kalyanpur, a l'est de Santalpur, pobles que tenien 557 i 107 habitants; per Ghadsai pagava tribut a Radhanpur.
L'estat de Warahi (o Varahi) estava dividit entre dues branques; els governants eren jats musulmans; els seus dominis estaven barrejats amb territoris d'estats no jurisdiccionals. El sobirà de Varahi sènior va arribar a tercera classe el 1901 però només per 10 pobles que tenia exclusivament i no pas pels altres pobles que tenia compartits, sent la població d'aquestes 10 poblacions de 1.908 habitants. Varahi júnior era més petit (uns 100 km²) i només tenia 3 pobles amb una població total de 509 habitants el 1901.
Deodar o Diodar també estava repartit en dues branques; la branca sènior controlava 12 pobles amb 2.425 habitants, i la júnior 13 pobles amb 3.612 habitants. La brancà sènior tenia al front el 1926 a Khanji, fill d'Anand Singh, des del 8 de setembre de 1902; la júnior estava dirigida per Himat Singh.
El 1826 els principats van signar nous acords i els sobirans es van comprometre a no acceptar kolis, rajputs o homes armats procedents d'altres districtes excepte amb permís britànic, a entregar al govern britànic i al de Baroda als lladres i agitadors que busquessin asil al territori, i a ajudar amb les seves forces a suprimir als khoses i altres bandolers sense cometre cap irregularitat en districtes veïns; tanmateix van subscriure els acords sobre l'opi de 1822.
Encara que inicialment les relacions britàniques amb els estats eren purament polítiques, el paper d'àrbitre del superintendent aviat va fer necessari (ja el 1820) l'establiment d'agents (localment karkuns) als estats menors per recollir informació i controlar l'ordre; el karkuns van desenvolupar la seva tasca com a thanadar o comandant d'estació policial, investits amb certs poders civils i criminals; al començament del poder britànic els territoris estaven afectats per bandolers, alguns gent del país i altres khoses vinguts del Sind. La seva actuació fou controlada i aviat va regnar l'orde.
El sistema de thanes fou introduït perquè en els estats massa petits, amb poca autoritat dels propietaris, no es podia aconseguir justícia. Així el 1874 es van formar les thanes o cercles de Wao (estat de Wao i altres menors), Varahi (estat de Varahi -dues branques- i altres menors), Kankrej (estat de Thara i altres menors) i temporalment Thara (estats generalment tributaris de Tharad), i un any després, el 1875, les de Deodar (estat de Deodar -dues branques- i altres menors) i Santalpur (estat de Santalpur i altres menors); en aquestes thanes el poder judicial corresponia en general (amb alguna excepció local) a magistrats especials designats per a la thana, civils fins al 1889 i civils i criminals després. Dins de les thanes i havia cinc estats principals on els sobirans tenia una part de la jurisdicció als seus pobles no compartits. Els estats de Dhima (a la thana de Vav) i Sanva (a Santalpur) van tenir alguns poders judicials però mai els van exercir. Dhima es va extingir i va passar per herència a Vav el 1917. La thana de Thara fou abolida el 14 de setembre de 1904 i la juridicció d'aquests tributaris -anomenats jamaiya- va passar al thakur de Thara; també la jurisdicció de 28 tributaris de Vav coneguts com a Bhavadi, foren posats sota control del sobirà de Vav el 1917 i a la resta de pobles la jurisdicció va passar a la taluka recent creada de Suigam amb el que la thana de Vav fou suprimida llavors el mateix 1917. La jurisdicció de Suigam fou retirada el 1927 i es va formar la divisió de Suigam a la thana de Deodar amb jurisdicció sobre 21 pobles (1933) sobre els quals hi havia 11 propietaris tributaris.
Després d'estar sota jurisdicció de la presidència de Bombai fins al 10 d'octubre de 1924, quan fou inclosa a l'Agència dels Estats Occidentals (WISA) dependent directament del governador general. El 1925 va agafar el nom d'agència de Banas Kantha i l'estat de Palanpur fou transferit a l'agència de Rajputana el 1933, i la resta de l'agència fou unit a l'agència de Mahi Kantha per formar l'agència de Sabar Kantha, subordinada a la WISA. L'11 de novembre de 1944 la WISA fou unida a l'agència de Baroda, Estats Occidentals i Gujarat. Amb la independència de l'Índia va formar part de la província de Bombai, estat de Bombai des de 1950.